# جيلبرت شالر
جيلبرت شالر (بالألمانية: Gilbert Schaller)‏ مواليد 17 مارس 1969 في شتايرمارك، النمسا، هو لاعب كرة مضرب نمساوي سابق بدأ مسيرته كمحترف سنة 1987 وكان يلعب باليد اليمنى، اعتزل اللعب في 1999. أعلى تصنيف له في الفردي كان المركز الـ 17 في سنة 1995. أعلى تصنيف له في الزوجي كان المركز الـ 245 في سنة 1994.

## النهائيات
| الرقم | التاريخ | الدورة                            | الأرضية | المنافس في النهائي | النتيجة في النهائي |
| 1.    | 1995    | بطولة الدار البيضاء للتنس، المغرب | ترابية  | ألبيرت كوستا       | 6–4، 6–2           |

### الوصافة (3)
| الرقم | التاريخ | الدورة                            | الأرضية | المنافس في النهائي | النتيجة في النهائي |
| 1.    | 1995    | بطولة بوخارست للتنس، رومانيا      | ترابية  | توماس موستر        | 3–6، 4–6           |
| 2.    | 1995    | بطولة فالنسيا المفتوحة، إسبانيا   | ترابية  | سجينغ شالكن        | 4–6، 2–6           |
| 3.    | 1996    | بطولة الدار البيضاء للتنس، المغرب | ترابية  | توماس كاربونيل     | 5–7، 6–1، 2–6      |

## روابط خارجية
- جيلبرت شالر على موقع رابطة محترفي التنس (الإنجليزية)
- جيلبرت شالر على موقع الاتحاد الدولي لكرة المضرب (الإنجليزية)
- جيلبرت شالر على موقع كأس ديفيز (الإنجليزية)
- جيلبرت شالر على موقع خلاصة التنس.كوم (الإنجليزية)